# Inname van Doesburg
De Inname van Doesburg in 1572 was een inname van de stad Doesburg, door een Geuzenleger onder leiding van Willem van den Bergh en Bernard van Merode, ten tijde van de Tachtigjarige Oorlog. Geuzen onder leiding van Willem IV van den Bergh van 25 mei tot oktober. Het beleg was onderdeel van Oranjes tweede invasie, het offensief van Willem van Oranje tegen de Spanjaarden.

## Geschiedenis
Graaf Willem van den Bergh, zwager van de prins van Oranje, had in Wesel een leger van 5.000 à 6.000 man verzameld. Begin juni viel de graaf het graafschap Zutphen binnen waar hij zijn hoofdmacht in Elten had gelegerd. Vandaar vertrokken kleinere legertjes naar steden in de Graafschap. Bernard van Merode eist Doesburg op voor de Geuzen. De magistraat en enige afgevaardigden, bestaande uit een delegatie van vier personen, vertrokken daarop naar het Hof van Gelre in Arnhem om te vragen hoe ze zich hierover moesten gedragen. Voordat zij terug waren gekeerd met het antwoord, hadden de Geuzen de stad al ingenomen en geplunderd.
 Tijdens de afwezigheid van de delegatie naar het Hof van Gelre was over land en het via het water met boten (een grote boot, twee aken, twee schuiten) een deel van het leger van de graaf verschenen die de stad innam. Het Geuzenleger trok nadien vanuit Doesburg door in de richting van Zutphen (inname van Zutphen). Onderweg gingen zij ter hoogte van Steenderen aan land om het huis Oldenhave of Oldenhoven te plunderen dat nog in het Richterambt van Doesburg lag. Men had geprobeerd ook Arnhem te veroveren, echter alle aanvallen werden daar succesvol afgeslagen.

## Nasleep
Alle kerken, kloosters en huizen van geestelijken waren geplunderd. De geestelijken waren de stad uit gevlucht. Hun oogsten en zelfs het hout van de landerijen waren meegenomen door de Geuzen. In oktober verlieten de Geuzen de stad weer vanwege de komst van Gilles van Berlaymont met een groot Spaans leger en zijn zogenoemde "zwarte ruiters". Nadien werd een sterke bezetting in de stad geplaatst onder leiding van kolonel Johan van Mendoza, een Spanjaard. Er werd met harde hand geregeerd tot in het jaar 1576 als de stad door Staatsen ingenomen wordt.